# Malvino Salvador
Malvino Ramos Salvador (Manaus, 31 de janeiro de 1976) é um ator e modelo brasileiro.

## Biografia
Descendente de portugueses, Malvino nasceu e cresceu em Manaus, onde viveu até os 25 anos de idade. Em sua cidade natal trabalhava como atendente de banco, e à noite estudava ciências contábeis na Universidade Federal do Amazonas (UFAM). Após participar de desfiles, por diversão, Malvino foi convidado a mudar-se de Manaus para São Paulo, onde passou a trabalhar como modelo em campanhas publicitárias, e a partir daí pôde investir em curso de teatro para começar sua carreira de ator. Malvino foi agenciado por Carlos Alexandre Oliveira Correa, o qual o integrou no casting da agência de modelos Duomo, indo em seguida para as agências BRM Models e L'equipe.
Estreou na televisão na telenovela Cabocla, em 2004, interpretando Tobias, um dos co-protagonistas da história. Apesar de ser a sua estreia, Malvino despontou de bastante destaque. No ano seguinte foi chamado pelo autor Walcyr Carrasco para viver o personagem Vitório, na telenovela Alma Gêmea.
Em 2006 interpretou seu primeiro vilão, Camilo, em O Profeta, personagem que alimentava um amor incondicional pela protagonista vivida por Paola Oliveira e tem como parceira de maldades Wandinha, interpretada por Samara Felippo. Para participar de um outro projeto da emissora, seu personagem foi misteriosamente assassinado. Atuou ainda em Sete Pecados, como Régis Florentino, o irmão do protagonista vivido por Reynaldo Gianecchini. Régis era um boxeador que sempre fugia de seu casamento com Elvira, personagem de Nívea Stelmann.
Em 2008 estreou no horário nobre da Globo como o operário Damião de A Favorita, um homem pobre e trabalhador, que mantinha um relacionamento amoroso e secreto com Dedina, personagem de Helena Ranaldi, a esposa de seu melhor amigo, Elias, vivido por Leonardo Medeiros.  Em seguida participou de Caras & Bocas em 2009, como o protagonista Gabriel, filho de Socorro (Elizabeth Savalla), marido de Dafne (Flávia Alessandra) e pai de Bianca (Isabelle Drummond). No ano de 2011, lançou nos cinemas o filme Qualquer Gato Vira-Lata.
No segundo semestre de 2011 esteve na novela Fina Estampa, de Aguinaldo Silva, interpretando o personagem Quinzé. Na telenovela, o personagem de Malvino era filho da personagem de Lília Cabral e fez par romântico com Carolina Dieckmann e Ana Carolina Dias.
Em 2012, fez uma participação especial no primeiro capítulo da telenovela de Silvio de Abreu, Guerra dos Sexos, como um lutador de boxe. Em 2013, interpretou na telenovela Amor à Vida, o personagem Bruno, protagonista da história. Esta foi sua quinta parceria com Walcyr Carrasco, o autor da telenovela. Em 2016, viveu o personagem Apolo, protagonista da novela Haja Coração formando um triangulo amoroso com Mariana Ximenes e Cleo. Em 2018, interpretou o Coronel Victor Brandão / Motoqueiro Vermelho na novela Orgulho e Paixão, onde faz par romântico com Chandelly Braz, uma das protagonistas da trama. Em 2019 viveu o dúbio Agno em A Dona do Pedaço, sendo sua sexta parceria com Walcyr Carrasco. Na trama, seu personagem é casado com a personagem de Deborah Evelyn, mas termina o relacionamento por ser homossexual e vive um romance com o personagem de Guilherme Leicam.

## Vida pessoal
Malvino namorou a atriz Isis Valverde de novembro de 2006 até abril de 2007. É pai de Sofia, nascida em Brasília em 19 de junho de 2009, fruto de um relacionamento rápido com a empresária e amiga Ana Ceolin da Silva. Malvino, que então namorava a modelo Renata Westphal, assumiu a paternidade de Sofia. Namorou a atriz Sophie Charlotte de 2010 a 2013.
Começou a namorar com a lutadora Kyra Gracie em 2013, o casal está junto até hoje e teve três filhos: Ayra, nascida em 8 de setembro de 2014, Kyara, nascida em 13 de outubro de 2016 e o caçula Rayan, nascido em 9 de janeiro de 2021.
Malvino é praticante de jiu-jitsu, atualmente é faixa marrom, concedida por Kyra Gracie.

## Filmografia

### Televisão
| Ano  | Título              | Personagem                                   | Notas                            |
| ---- | ------------------- | -------------------------------------------- | -------------------------------- |
| 2004 | Cabocla             | Tobias de Oliveira Pinto                     |                                  |
| 2005 | Alma Gêmea          | Vitório Santini                              |                                  |
| 2006 | O Profeta           | Camilo de Oliveira                           |                                  |
| 2007 | Sete Pecados        | Régis Florentino                             |                                  |
| 2007 | Faça Sua História   | Haroldão                                     | Especial de fim de ano           |
| 2008 | A Favorita          | Damião Salvador                              |                                  |
| 2009 | Caras & Bocas       | Gabriel Batista da Silva                     |                                  |
| 2011 | Amor em Quatro Atos | Antônio                                      | Episódio: "Ela Faz Cinema"       |
| 2011 | Fina Estampa        | Joaquim José da Silva Pereira (Quinzé)       |                                  |
| 2012 | As Brasileiras      | Sivaldo Modesto                              | Episódio: "A Sambista da BR-116" |
| 2012 | Guerra dos Sexos    | Rodrigo Ramirez                              | Episódio: "2 de outubro"         |
| 2013 | Amor à Vida         | Bruno dos Santos Araújo                      |                                  |
| 2016 | Haja Coração        | Apolo dos Santos Menezes                     |                                  |
| 2017 | Sol Nascente        | Cristiano Dantas                             | Episódios: "14–21 de março"      |
| 2017 | Os Trapalhões       | Super Ego do Didico / Ele mesmo              | Episódio: "24 de julho"          |
| 2018 | Orgulho e Paixão    | Coronel Victor Brandão / Motoqueiro Vermelho |                                  |
| 2019 | A Dona do Pedaço    | Agno Dias Aguiar                             |                                  |
| 2023 | Negociador          | Capitão Gabriel Menck                        |                                  |

### Cinema
| Ano  | Título                    | Personagem | Nota           |
| ---- | ------------------------- | ---------- | -------------- |
| 2005 | Night of Joy              | Salvador   |                |
| 2007 | O Signo da Cidade         | Gil        |                |
| 2011 | Mentiras Sinceras         |            |                |
| 2011 | Qualquer Gato Vira-Lata   | Conrado    |                |
| 2013 | Cine Centímetro           | Pedro      | Curta-metragem |
| 2015 | Qualquer Gato Vira-Lata 2 | Conrado    |                |

## Teatro
| Ano  | Título                             | Papel        |
| ---- | ---------------------------------- | ------------ |
| 2003 | Blue Jeans                         |              |
| 2005 | Paixão de Cristo de Nova Jerusalém |              |
| 2010 | Paixão de Cristo                   |              |
| 2010 | Mente Mentira                      | Jake         |
| 2014 | Chuva Constante                    | Denny        |
| 2018 | Boca de Ouro                       | Boca de Ouro |

## Prêmios e indicações
| Ano  | Prêmio                                  | Categoria                    | Trabalho         | Resultado |
| ---- | --------------------------------------- | ---------------------------- | ---------------- | --------- |
| 2004 | Prêmio Qualidade Brasil                 | Melhor Ator Revelação        | Cabocla          | Venceu    |
| 2004 | Melhores do Ano                         | Melhor Ator Revelação        | Cabocla          | Indicado  |
| 2004 | Prêmio Extra de Televisão               | Melhor Ator Revelação        | Cabocla          | Indicado  |
| 2005 | Prêmio Contigo! de TV                   | Melhor Ator Revelação        | Cabocla          | Indicado  |
| 2006 | Prêmio Contigo! de TV                   | Melhor Ator Coadjuvante      | Alma Gêmea       | Indicado  |
| 2009 | Prêmio Qualidade Brasil                 | Melhor Ator Coadjuvante      | Caras & Bocas    | Indicado  |
| 2013 | Festival Brasil de Cinema Internacional | Melhor Ator - Menção honrosa | Cine Centímetro  | Venceu    |
| 2013 | Mostra de Vídeo de Porto Alegre         | Melhor Ator                  | Cine Centímetro  | Venceu    |
| 2013 | Prêmio Extra de Televisão               | Melhor Ator                  | Amor à Vida      | Indicado  |
| 2014 | Troféu Internet                         | Melhor Ator                  | Amor à Vida      | Indicado  |
| 2017 | Troféu Imprensa                         | Melhor Ator de Novela        | Haja Coração     | Indicado  |
| 2017 | Troféu Internet                         | Melhor Ator de Novela        | Haja Coração     | Indicado  |
| 2018 | Prêmio Aplauso Brasil                   | Melhor Ator                  | Boca de Ouro     | Indicado  |
| 2019 | Melhores do Ano                         | Ator Coadjuvante             | A Dona do Pedaço | Indicado  |
| 2020 | Troféu Internet                         | Melhor Ator                  | A Dona do Pedaço | Indicado  |